# Jan Drozd-Gierymski
Jan Drozd-Gierymski, właśc. Jan Drozd, ps. Gierymski (ur. 2 lipca 1889 we Wrocance, zm. 6 kwietnia 1970 w Wolbromiu) – polski nauczyciel, działacz społeczny i samorządowy, polityk, poseł na Sejm IV kadencji w II RP.

## Życiorys
Urodził się jako Jan Drozd 2 lipca 1889 we Wrocance. Był synem Tomasza i Rozalii z domu Pudło oraz bratankiem m.in. ks. Józefa Drozda (1857–1923). W 1909 roku zdał z odznaczeniem egzamin dojrzałości w C. K. Gimnazjum Męskim w Sanoku (w jego klasie byli m.in. Leon Kazubski, Marian Niedenthal). Następnie podjął studia filozoficzne na Uniwersytecie Lwowskim i Uniwersytecie Jagiellońskim, ukończone w roku 1914.
Od sierpnia 1914 roku walczył w 2 pułku piechoty, następnie w Komendzie Legionów Polskich, od 1915 roku – ponownie w 2 pułku piechoty, jako komendant oddziału telefonicznego. 12 września 1916 roku awansował na chorążego łączności.
W 1917 roku został skierowany do II Korpusu Polskiego na Ukrainie, po bitwie pod Kaniowem przebywał krótko w niewoli niemieckiej, po ucieczce w 1918 roku wstąpił do POW w Lublinie. Od listopada 1918 roku służył w szeregach Wojska Polskiego, w grudniu 1920 roku czasowo urlopowany, a w marcu 1921 roku przeniesiony do rezerwy. Zweryfikowany w stopniu porucznika ze starszeństwem z dniem 1 czerwca 1919 w korpusie oficerów rezerwy łączności. W 1934 roku pozostawał w ewidencji Powiatowej Komendy Uzupełnień Piotrków. Posiadał przydział do Kadry Oficerskiej DOK IV. Był wówczas „reklamowany na 12 miesięcy”.
Po ukończeniu studiów zamieszkał w Olkuszu, gdzie rozpoczął pracę jako nauczyciel w gimnazjum męskim. Od 1927 był radnym miejskim i wiceburmistrzem Olkusza. Od 1929 roku zamieszkał w Piotrkowie Trybunalskim, gdzie od roku szkolnego 1929/30 został dyrektorem Państwowego Gimnazjum im. Bolesława Chrobrego w Piotrkowie, od 1934 – radny Piotrkowa. Od 1 lutego 1939 roku powołano go na wizytatora szkolnego w Kuratorium Okręgu Szkolnego Wołyńskiego. Z dniem 1 kwietnia 1939 roku ponownie został przeniesiony na stanowisko dyrektora Państwowego Liceum i Gimnazjum im. Bolesława Chrobrego w Piotrkowie.
Poza pracą zawodową pełnił funkcje (w Piotrkowie): wieloletniego prezesa oddziału Związku Legionistów, prezesa oddziału Związku Oficerów Rezerwy RP, prezesa Zarządu Powiatowego Federacji Polskich Związków Obrońców Ojczyzny w Piotrkowie. Był też prezesem Rady Grodzkiej BBWR, a od 1937 – przewodniczącym Obwodu OZN w Piotrkowie. 
W wyborach parlamentarnych w 1935 roku został wybrany posłem na Sejm IV kadencji (1935–1938) 16 692 głosami z listy państwowej z okręgu nr 22, obejmującej powiaty: piotrkowski i brzeziński. Pracował w komisjach: oświatowej (w której był zastępcą przewodniczącego) i wojskowej oraz członek Parlamentarnej Grupy Regionalnej Posłów i Senatorów Województwa Łódzkiego. W wyborach parlamentarnych w 1938 roku kandydował do Sejmu w okręgu wyborczym 22 (Piotrków).
Uczestniczył w kampanii wrześniowej 1939. Po wojnie zamieszkał w Wolbromiu, przy ulicy Krakowskiej 19. Jego żoną była Maria Perkowska, miał córkę Halinę Jadwigę.
W dniu 14 listopada 2015 we Wrocance została odsłonięta tablica upamiętniająca Jana Drozda-Gierymskiego.

## Ordery i odznaczenia
- Krzyż Niepodległości (9 listopada 1931)[15]
- Krzyż Oficerski Orderu Odrodzenia Polski
- Krzyż Walecznych (dwukrotnie, po raz pierwszy w 1921[16])
- Złoty Krzyż Zasługi (10 listopada 1933)[17]
- Komandor Orderu Korony Włoch (Włochy, 1937)
- Srebrny Medal Waleczności I klasy (Austro-Węgry)[11]